# Нове Кадишево
Нове Ка́дишево (рос. Новое Кадышево, ерз. Новое Кадышево) — село у складі Єльниківського району Мордовії, Росія. Входить до складу Великомордовсько-Пошатського сільського поселення.
Населення — 69 осіб (2010; 73 у 2002).
Національний склад (станом на 2002 рік):
- татари — 95 %